# Бейч, Фил
Фи́лип Бейч (англ. Philip Bach), более известный как Фил Бейч (англ. Phil Bach; 8 сентября 1872 — 30 декабря 1937) — английский футболист, защитник. Выступал за футбольные клубы «Рединг», «Сандерленд», «Мидлсбро», «Бристоль Сити» и «Челтнем Таун», также провёл один матч за национальную сборную Англии. После завершения карьеры игрока был председателем футбольного клуба «Мидлсбро».

## Футбольная карьера
Родился в Биттерли (графство Шропшир), детство провёл в Мидлсбро. Выступал за местные любительские футбольные команды, включая «Мидлсбро Свитфс». В 1895 года присоединился к «Редингу», выступавшему в Южной лиге, где был капитаном.
В июне 1897 года перешёл в «Сандерленд». Дебютировал за «чёрных котов» 4 сентября 1897 года в матче против «Уэнсдей». В сезоне 1897/98 помог «Сандерленду» занять второе место в чемпионате, сыграв 12 матчей. Бейч выступал за клуб до апреля 1899 года, проведя в общей сложности 47 матчей (44 в лиге и 3 — в Кубке Англии).
18 февраля 1899 года Фил Бейч провёл свой единственный матч за национальную сборную Англии, выйдя на позиции правого защитника в игре Домашнего чемпионата против сборной Ирландии, в которой сборная Англии победила со счётом 13:2. Также в 1899 году Бейч был членом сборной Англии, принявшей участие в турне Футбольной ассоциации Англии по Германии, сыграв четыре матча, но все они считаются неофициальными и в статистике не учитываются.
В апреле 1899 года Бейч перешёл в «Мидлсбро», но не смог пробиться в основной состав, и в следующем году стал игроком «Бристоль Сити», выступавшем в Южной лиге. Дебютировал за клуб 1 сентября 1900 года в матче против «Суиндон Таун». Провёл за «Бристоль Сити» 29 матчей в Южной лиге, 10 матчей в Западной лиге, 3 матча в Футбольной лиге и 3 матча — в Кубке Англии. Бейч провёл в клубе четыре года и помог выйти в Футбольную лигу в 1901 году.
В 1904 году перешёл в «Челтнем Таун», выступавший в Лиге Глостера и окрестностей.
В феврале 1911 году стал директором футбольного клуба «Мидлсбро», а в июле того же года был назначен председателем клуба. Пробыл в этой должности до 1925 года. С 1931 по 1935 год вновь был председателем «Мидлсбро». Также был членом Совета Футбольной ассоциации Англии (англ. FA Council) с 1925 года до самой смерти в 1937 году и был членом «международного выборочного комитета» (группы лиц, отбирающих игроков для участия в матчах сборной Англии) с октября 1929 года.